# Concepció Boter i Torrents
Concepció Boter i Torrents o Torrens (Barcelona, 1899 - Mataró, 9 setembre 1979), coneguda també com a Chita Boter per com signava, va ser una pintora catalana especialitzada en marines.

## Trajectòria
Es menciona per primer cop en l'exposició col·lectiva de l'agost del 1926 a la Societat Artística i Literària de Mataró, en la qual va exposar cinc olis, junt amb els pintors Margarita S. Boado, Josep Cabanys, Rafael Estrany, Josep Font, Josep M. Gómez, Amàlia Latorre, Margarida López, Josep Mach, Marià Ribas, Joaquima Soteras, Margarita Torres, Josep M. Esquerra, Cristòfol Masachs, Maria Lluïsa de Palau, Francesc Bas i Josep Vidiella i ferros forjats d'Antoni March.
Als anys trenta va tenir una intensa activitat a Barcelona, exposant tant individualment com col·lectiva. La primera exposició individual de la qual se’n té notícia és la que va presentar a la Sala Parés el 1929, quan va exposar una vintena de pintures, i l'any següent va tornar a exhibir la seva obra a la mateixa sala. Posteriorment va exposar a La Pinacoteca, a principis de juny de 1931 i de 1933. El febrer de 1935 va presentar una trentena de teles a la Sala Busquets de Barcelona, en paral·lel a una exposició del pintor Josep Rovira. Els díptics d'aquestes exposicions es van confeccionar a la Impremta Minerva de Mataró.
L'octubre de 1935, junt amb altres dos artistes locals, Rafael Estrany i Rafael Tura, va mostrar les seves obres en l'exposició organitzada amb motiu de la inauguració del nou edifici de la Unió Gremial Mataronesa.
També es va promoure a les principals exposicions d'art de Barcelona. Així, l'any 1934 va participar en l'Exposició de Primavera organitzada per la Junta Municipal d'Exposicions d'Art que es va fer al Palau de Projeccions de Barcelona, amb un paisatge de Sant Andreu de Llavaneres. Consta també entre els artistes del Salón de Artistas Aragoneses que es va fer al Centro Obrero Aragonés de Barcelona cap al 1935 i al 1936, de nou va prendre part en l'Exposició de Primavera, que aquell any es feia al Palau de la Metal·lúrgia amb una obra titulada La Bassa de la Roca.
En aquella època residia al carrer de Barcelona, 11 de Mataró, tal com consta en alguns dels catàlegs d'aquestes exposicions.
Fora de Catalunya, i també als anys trenta, va participar en la 11a i la 13a edicions del Salón de Otoño, organitzat per la Asociación Española de Pintores y Escultores que es van fer l'octubre de 1931 i al 1933 al Palacio del Retiro de Madrid. En la primera va presentar l'oli Plaza de la Libertad (Mataró) i en l'altra l'obra titulada Los Eucaliptus i dues vistes de la platja de Tossa de Mar.
No se’n tenen més notícies fins que el setembre de 1959 va estrenar la temporada de la sala d'art La Pinacoteca amb una exposició de paisatges i marines. Consta que l'octubre de 1962 va exposar a la mateixa sala i que el crític d'art, escriptor i pintor Josep Maria de Sucre va fer la presentació de les obres.

## Obra
Concepció Boter va pintar sobretot marines: barques en descans sobre la sorra de la platja, domini dels horitzons i poques figures, caracteritzaven les seves obres, que donaven més importància al color i a la llum que al dibuix.
Obres referenciades:
- Anton, 1926. Museu de Mataró.[16]
- Plaza de la Libertad (Mataró), 1931.
- Los Eucaliptus, 1933.
- Playa de Tossa del Mar (Gerona), 1933.
- Playa de Tossa de Mar, 1933.
- Paisatge de Sant Andreu de Llavaneres, 1934.
- La Bassa de la Roca, 1936.
- Escena de pesca, 1958. Museu Marítim de Barcelona.[17]
- Barques a la platja de Mataró, 1962. Museu Marítim de Barcelona.[18]
- De mañana llegan barcas, 1963. Museu Marítim de Barcelona.[19]
- Plou i fa sol, 1965. Museu Marítim de Barcelona.[20]
- Escena playera, 1967. Museu de Badalona.[21]

El Museu de Mataró conserva una aquarel·la de Chita Boter datada l'any 1926 i el Museu Marítim de Barcelona té quatre pintures seves d'època més tardana. Igualment, guarden obres seves el Museu de Badalona i el Museu de l'Hospitalet.